# إيريسوس
إيريسوس (Ιερισσός) هي مدينة في هالكيديكي في مقاطعة فوريا إلادا في اليونان.
يبلغ عدد سكانها حوالي 2706   نسمة.